# Narcotanque

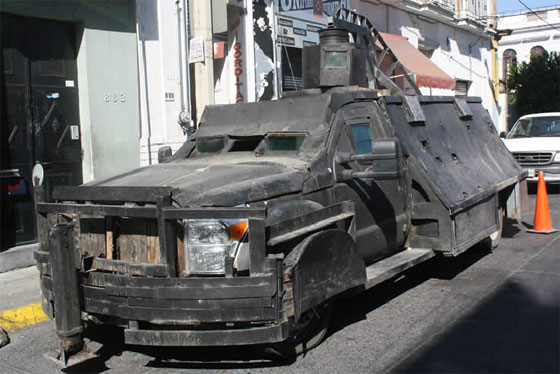
Narcotanque, capturado en el año 2010 por las autoridades mexicanas en el estado de Jalisco.

Un narcotanque (también llamado «Rhino» o «monstruo») es un vehículo blindado de manera artesanal utilizado por algunos cárteles de la droga en México. Generalmente, se trata de vehículos pesados como tráileres o tractores a los que se les adapta un blindaje a partir de placas de acero de hasta 1 pulgada de grosor, también tienen ametralladoras y rifles de francotirador incrustados en la parte de arriba en la que va un sicario manipulandolas.
Se les denomina «monstruos» por la fealdad y el tamaño que los caracteriza. Estos vehículos son usados por los cárteles de la droga en sus operaciones contra grupos antagónicos. Cerca de 20 de estos vehículos han sido decomisados tan solo en el estado de Tamaulipas.

## Primera aparición
El primero de estos vehículos fue asegurado por el Ejército Mexicano en el municipio de Progreso, en el estado de Coahuila en enero de 2011. El Ejército lo encontró oculto bajo varias toneladas de tierra. Se trataba de un vehículo tipo camioneta Super Duty modificada mediante la instalación de planchas de acero de media pulgada de grosor y eje reforzado. En la parte superior tenía dos torretas que permitían el acceso a dos tiradores en ellas, además contaba con instalación de aire acondicionado al interior de ella. De acuerdo a las autoridades, este vehículo podía haber transportado hasta veinte personas en su interior.

## Modificaciones
Durante el 2011, elementos del Ejército Mexicano fueron encontrando cada vez más de éstos vehículos. En junio de ese mismo, efectivos de la VIII Zona Militar catearon un taller mecánico en el que se encontraron dos vehículos de este tipo ya terminados y 23 en proceso de blindaje. En este cateo se pudo observar que estos blindados presentaban características diferentes al encontrado en enero. Su blindaje ya es de 1" y su velocidad promedio era de 60 km/h.

## Historia de los vehículos monstruo
El cártel delictivo de Los Zetas originalmente era el brazo armado del llamado Cártel del Golfo. En el año de 2010 se produjo una fractura entre ambos grupos. Originalmente los primeros vehículos monstruo circulaban por las tradicionales rutas del narcotráfico en el municipio de San Fernando en Tamaulipas. Esta localidad se ubica en el Golfo de México a 120 kilómetros al sur de la frontera con Estados Unidos. Originalmente se usaban para vigilar y proteger de grupos rivales los envíos de droga, pero al producirse la fractura entre ambas partes, empezaron a utilizarse para realizar acciones de combate.

## Debilidades
A decir de las autoridades militares, este tipo de vehículos resultan inoperantes y vulnerables al armamento con que cuenta el Ejército Mexicano, por lo que su uso es principalmente el crear la sensación de impotencia ante el rival.